# A E I O U – Das schnelle Alphabet der Liebe
A E I O U – Das schnelle Alphabet der Liebe (internationaler Titel: A E I O U – A Quick Alphabet of Love, alternative Schreibweise auch AEIOU) ist ein deutsch-französischer Spielfilm von Nicolette Krebitz aus dem Jahr 2022. Im Mittelpunkt des Liebesdramas steht eine ältere, ehemalige Schauspielerin (dargestellt von Sophie Rois), die sich in einen jungen Dieb (Milan Herms) verliebt.
Die Uraufführung des Films fand im Februar 2022 im Rahmen der 72. Internationalen Filmfestspiele Berlin statt. Ein Kinostart in Deutschland erfolgte am 16. Juni 2022.

## Handlung
Anna wird vor einem Szenelokal in Berlin ihrer Handtasche beraubt. Wenig später steht sie dem jungen Dieb erneut gegenüber – Adrian ist ein Waisenkind und gilt als schwieriger Fall. Sie soll ihm als Lehrerin Sprechunterricht zukommen lassen. Anne empfängt Adrian daraufhin in ihrer Wohnung. Diese wird ihr von Hausbesitzer Michel zur Verfügung gestellt, der die einstige Schauspielerin sehr bewundert.
Im Laufe der Unterrichtsstunden kommen sich Anna und Adrian näher. Beide treffen sich zu gemeinsamen Abendessen oder Spaziergängen. Obwohl ihre finanzielle Lage schlecht aussieht und es für Adrian die erste Liebe ist, beschließt das ungleiche Paar Berlin zu verlassen. Ziel ist Frankreich, wo sie einen Aufenthalt am Meer planen.

## Hintergrund

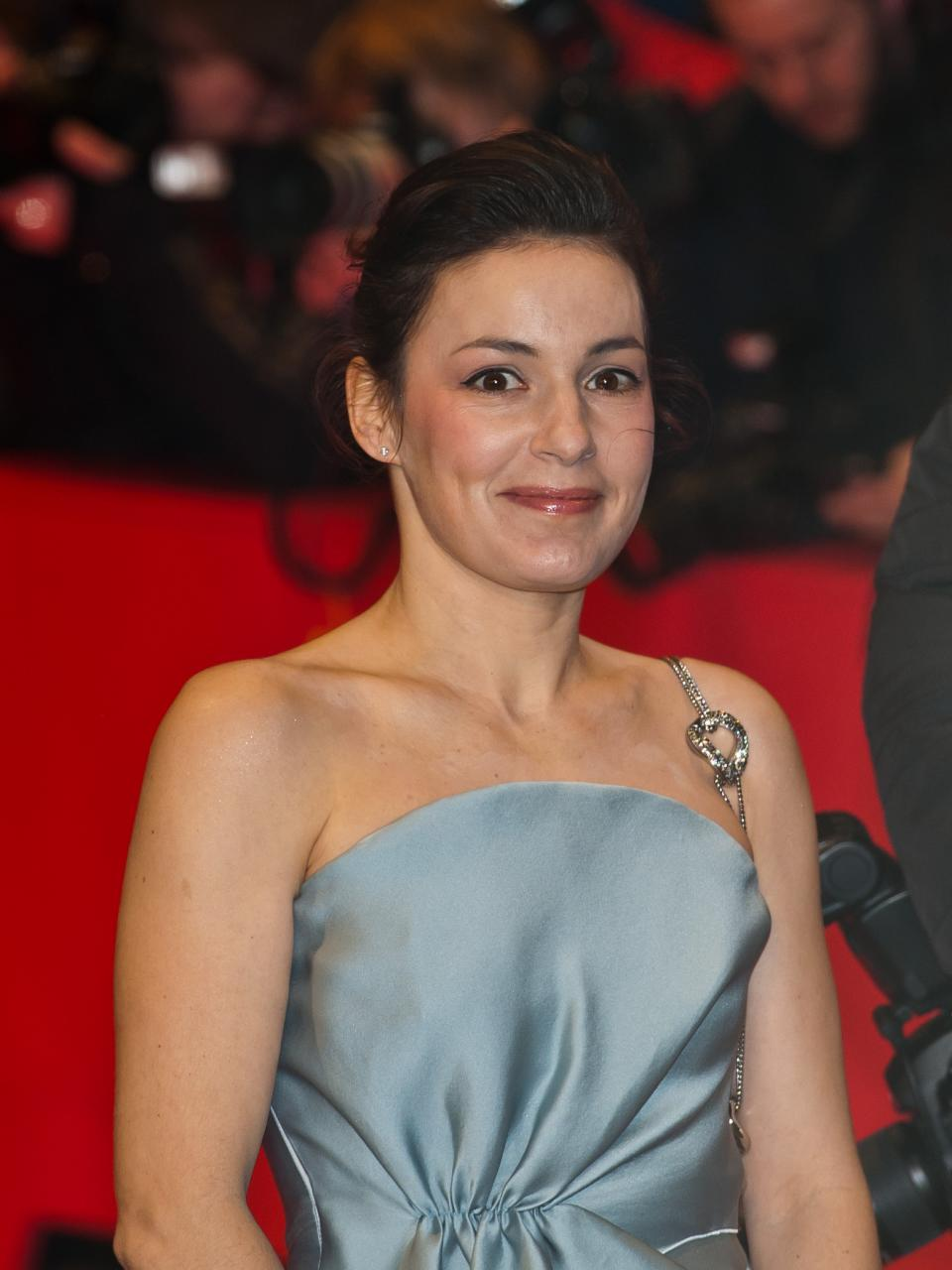
Filmemacherin Nicolette Krebitz (2012)

Für die überwiegend als Schauspielerin auftretende Regisseurin und Drehbuchautorin Nicolette Krebitz ist A E I O U der vierte realisierte Spielfilm. Für die Hauptrollen verpflichtete sie Sophie Rois und den im Kino noch wenig erfahrenen Jungschauspieler Milan Herms. Für Kamera und Schnitt vertraute Krebitz erneut auf Reinhold Vorschneider und Bettina Böhler, die bereits an ihrem vorangegangenen Film Wild (2016) mitgewirkt hatten. Ebenfalls arbeitete sie erneut mit Sylvester Koziolek (Szenenbild) und Tabassom Charaf (Kostümbild) zusammen. Für das Maskenbild zeichneten Anne Moralis und Ragna Jornitz verantwortlich. Die Dreharbeiten fanden vom 27. Mai bis 12. Juli 2021 statt.
Bei A E I O U handelt es sich um eine deutsch-französische Koproduktion. Produziert wurde das Werk von der deutschen Komplizen Film, der französischen Kazak Productions, der deutschen kineo Filmproduktion sowie SWR und Arte. Gefördert wurde das Filmprojekt von der Beauftragten der Bundesregierung für Kultur und Medien (Fördersumme: 600.000 Euro), dem Medienboard Berlin-Brandenburg (500.000 Euro), Deutschen Filmförderfonds (431.600 Euro), der Filmförderungsanstalt, dem Centre national du cinéma et de l’image animée, Mitteldeutsche Medienförderung und der Film- und Medienstiftung NRW (100.000 Euro). Die Deutsch-Französische Förderkommission vergab eine Fördersumme von 420.000 Euro an das Projekt.

## Veröffentlichung
Die Premiere von A E I O U fand am 13. Februar 2022 auf der Berlinale statt. Ein regulärer Kinostart in Deutschland im Verleih von Port au Prince Pictures war für den 5. Mai 2022 vorgesehen, später aber auf den 16. Juni 2022 verschoben. Für den Weltvertrieb ist The Match Factory zuständig.

## Auszeichnungen
Mit A E I O U konkurrierte Nicolette Krebitz zum ersten Mal um den Goldenen Bären, den Hauptpreis der Berlinale. Der Film blieb unprämiert.